# مندوكة ريفية
مندوكة ريفية (الاسم العلمي: Manduca rustica) (بالإنجليزية: Rustic Sphinx)‏ هي نوع من الحشرات تتبع جنس المندوكة من فصيلة عثث أبو الهول.